# إديث هال
إديث هال (بالإنجليزية: Edith Hall)‏ هي أستاذة جامعية وبروفيسورة بريطانية، ولدت في 1959.